# Saint-Hilaire (Lot)
Saint-Hilaire település Franciaországban, Lot megyében. Lakosainak száma 62 fő (2022. január 1.). Saint-Hilaire Parlan, Quézac, Saint-Julien-de-Toursac, Labastide-du-Haut-Mont, Lauresses és Bessonies községekkel határos.

## Népesség
A település népessége az elmúlt években az alábbi módon változott:
| Lakosok száma | 74   | 71   | 70   | 66   | 63   | 61   | 60   | 58   | 62   |
|               | 2013 | 2015 | 2016 | 2017 | 2018 | 2019 | 2020 | 2021 | 2022 |